# Calodexia townsendi
Calodexia townsendi är en tvåvingeart som beskrevs av Charles Howard Curran 1934. Calodexia townsendi ingår i släktet Calodexia och familjen parasitflugor.
Artens utbredningsområde är Peru. Inga underarter finns listade.